# Scherma ai Giochi della X Olimpiade - Fioretto individuale maschile
La competizione del fioretto individuale maschile  di scherma ai Giochi della X Olimpiade si tenne i giorni dal 2 al 4 agosto 1932 presso lo 160th Regiment State Armory a Los Angeles.

## Risultati

### 1 Turno
Si è disputato il 2 di agosto. Tre gruppi eliminatori i primi sei classificati accedevano ai gironi di semifinale. A qualificazioni acquisite alcuni assalti non si sono disputati.
| Pos. | Atleta              | Nazione       | Vittorie | SF | SC | Incontri | Incontri | Incontri | Incontri | Incontri | Incontri | Incontri | Incontri |
| Pos. | Atleta              | Nazione       | Vittorie | SF | SC | LLO      | GUA      | BOU      | GOR      | EVE      | BLO      | DAL      | CAR      |
| ---- | ------------------- | ------------- | -------- | -- | -- | -------- | -------- | -------- | -------- | -------- | -------- | -------- | -------- |
| 1    | Emrys Lloyd         | Gran Bretagna | 5        | 25 | 8  | X        | ND       | ND       | 5-4      | 5-2      | 5-0      | 5-1      | 5-1      |
| 2    | Gioacchino Guaragna | Italia        | 5        | 25 | 9  | ND       | X        | 5-2      | 5-3      | ND       | 5-2      | 5-1      | 5-1      |
| 3    | René Bougnol        | Francia       | 3        | 21 | 13 | ND       | 2-5      | X        | 4-5      | ND       | 5-0      | 5-2      | 5-1      |
| 4    | Ángel Gorordo       | Argentina     | 3        | 22 | 21 | 4-5      | 3-5      | 5-4      | X        | 0-5      | ND       | 5-2      | 5-0      |
| 5    | Dernell Every       | Stati Uniti   | 3        | 20 | 17 | 2-5      | ND       | ND       | 5-0      | X        | 3-5      | 5-4      | 5-3      |
| 6    | Axel Bloch          | Danimarca     | 3        | 17 | 23 | 0-5      | 2-5      | 0-5      | ND       | 5-3      | X        | 5-4      | 5-1      |
| 7    | Ernest Dalton       | Canada        | 0        | 14 | 30 | 1-5      | 1-5      | 2-5      | 2-5      | 4-5      | 4-5      | X        | ND       |
| 8    | Leobardo Cardini    | Messico       | 0        | 7  | 30 | 1-5      | 1-5      | 1-5      | 0-5      | 3-5      | 1-5      | ND       | X        |

| Pos. | Atleta              | Nazione     | Vittorie | SF | SC | Incontri | Incontri | Incontri | Incontri | Incontri | Incontri | Incontri | Incontri | Incontri |
| Pos. | Atleta              | Nazione     | Vittorie | SF | SC | MAR      | CAT      | LEV      | OSI      | DeG      | MUN      | PRI      | VAL      | MAR      |
| ---- | ------------------- | ----------- | -------- | -- | -- | -------- | -------- | -------- | -------- | -------- | -------- | -------- | -------- | -------- |
| 1    | Gustavo Marzi       | Italia      | 7        | 35 | 18 | X        | 5-4      | 5-4      | ND       | 5-2      | 5-1      | 5-4      | 5-2      | 5-1      |
| 2    | Philippe Cattiau    | Francia     | 6        | 34 | 14 | 4-5      | X        | 5-4      | ND       | 5-0      | 5-0      | 5-1      | 5-3      | 5-1      |
| 3    | Joseph Levis        | Stati Uniti | 5        | 33 | 23 | 4-5      | 4-5      | X        | ND       | 5-1      | 5-4      | 5-2      | 5-4      | 5-2      |
| 4    | Ivan Osiier         | Danimarca   | 4        | 22 | 11 | ND       | ND       | ND       | X        | 5-1      | 2-5      | 5-1      | 5-4      | 5-0      |
| 5    | Paul de Graffenried | Svizzera    | 3        | 19 | 27 | 2-5      | 0-5      | 1-5      | 1-5      | X        | 5-3      | 5-2      | ND       | 5-2      |
| 6    | Werner Mund         | Belgio      | 3        | 25 | 32 | 1-5      | 0-5      | 4-5      | 5-2      | 3-5      | X        | 5-4      | 5-1      | 2-5      |
| 7    | Eduardo Prieto      | Messico     | 2        | 24 | 36 | 4-5      | 1-5      | 2-5      | 1-5      | 2-5      | 4-5      | X        | 5-4      | 5-2      |
| 8    | Rodolfo Valenzuela  | Argentina   | 1        | 23 | 31 | 2-5      | 3-5      | 4-5      | 4-5      | ND       | 1-5      | 4-5      | X        | 5-1      |
| 9    | Bertram Markus      | Canada      | 1        | 14 | 37 | 1-5      | 1-5      | 2-5      | 0-5      | 2-5      | 5-2      | 2-5      | 1-5      | X        |

| Pos. | Atleta                 | Nazione     | Vittorie | SF | SC | Incontri | Incontri | Incontri | Incontri | Incontri | Incontri | Incontri | Incontri | Incontri |
| Pos. | Atleta                 | Nazione     | Vittorie | SF | SC | GAU      | LAR      | GAR      | CAS      | DeB      | DeJ      | LOR      | IZC      | KOF      |
| ---- | ---------------------- | ----------- | -------- | -- | -- | -------- | -------- | -------- | -------- | -------- | -------- | -------- | -------- | -------- |
| 1    | Giulio Gaudini         | Italia      | 7        | 35 | 16 | X        | 5-3      | 5-4      | ND       | 5-0      | 5-3      | 5-4      | 5-1      | 5-1      |
| 2    | Roberto Larraz         | Argentina   | 5        | 32 | 21 | 3-5      | X        | 5-2      | 5-4      | 5-2      | ND       | 4-5      | 5-1      | 5-2      |
| 3    | Édouard Gardère        | Francia     | 5        | 35 | 27 | 4-5      | 2-5      | X        | 5-4      | 5-1      | 5-2      | 5-3      | 4-5      | 5-2      |
| 4    | Erwin Casmir           | Germania    | 4        | 28 | 14 | ND       | 4-5      | 4-5      | X        | ND       | 5-2      | 5-0      | 5-2      | 5-0      |
| 5    | Georges de Bourguignon | Belgio      | 4        | 23 | 21 | 0-5      | 2-5      | 1-5      | ND       | X        | 5-1      | 5-1      | 5-2      | 5-2      |
| 6    | Doris de Jong          | Paesi Bassi | 3        | 23 | 28 | 3-5      | ND       | 2-5      | 2-5      | 1-5      | X        | 5-3      | 5-2      | 5-3      |
| 7    | Theodore Lorber        | Stati Uniti | 2        | 24 | 35 | 4-5      | 5-4      | 3-5      | 0-5      | 1-5      | 3-5      | X        | 5-1      | 3-5      |
| 8    | Raymundo Izcoa         | Messico     | 2        | 19 | 36 | 1-5      | 1-5      | 5-4      | 2-5      | 2-5      | 2-5      | 1-5      | X        | 5-2      |
| 9    | Erik Kofoed-Hansen     | Danimarca   | 1        | 17 | 38 | 1-5      | 2-5      | 2-5      | 0-5      | 2-5      | 3-5      | 5-3      | 2-5      | X        |

### Semifinali
Si sono disputate il 3 di agosto. Due gruppi eliminatori i primi cinque classificati accedevano alla finale. A qualificazioni acquisite alcuni assalti non si sono disputati.
| Pos. | Atleta           | Nazione     | Vittorie | SF | SC | Incontri | Incontri | Incontri | Incontri | Incontri | Incontri | Incontri | Incontri | Incontri |
| Pos. | Atleta           | Nazione     | Vittorie | SF | SC | CAS      | LAR      | CAT      | GAU      | LEV      | GAR      | BLO      | MUN      | DeJ      |
| ---- | ---------------- | ----------- | -------- | -- | -- | -------- | -------- | -------- | -------- | -------- | -------- | -------- | -------- | -------- |
| 1    | Erwin Casmir     | Germania    | 7        | 37 | 16 | X        | 5-2      | 2-5      | 5-3      | 5-2      | 5-1      | 5-1      | 5-1      | 5-1      |
| 2    | Roberto Larraz   | Argentina   | 6        | 36 | 16 | 2-5      | X        | 4-5      | 5-4      | 5-0      | 5-2      | 5-0      | 5-0      | 5-0      |
| 3    | Philippe Cattiau | Francia     | 6        | 34 | 24 | 5-2      | 5-4      | X        | 2-5      | 2-5      | 5-3      | 5-2      | 5-1      | 5-2      |
| 4    | Giulio Gaudini   | Italia      | 5        | 32 | 19 | 3-5      | 4-5      | 5-2      | X        | ND       | 5-3      | 5-1      | 5-1      | 5-2      |
| 5    | Joseph Levis     | Stati Uniti | 4        | 23 | 18 | 2-5      | 0-5      | 5-2      | ND       | X        | 1-5      | 5-1      | 5-0      | 5-0      |
| 6    | Édouard Gardère  | Francia     | 4        | 29 | 24 | 1-5      | 2-5      | 3-5      | 3-5      | 5-1      | X        | 5-3      | 5-0      | 5-0      |
| 7    | Axel Bloch       | Danimarca   | 2        | 18 | 37 | 1-5      | 0-5      | 2-5      | 1-5      | 1-5      | 3-5      | X        | 5-4      | 5-3      |
| 8    | Werner Mund      | Belgio      | 1        | 12 | 38 | 1-5      | 0-5      | 1-5      | 1-5      | 0-5      | 0-5      | 4-5      | X        | 5-3      |
| 9    | Doris de Jong    | Paesi Bassi | 0        | 11 | 40 | 1-5      | 0-5      | 2-5      | 2-5      | 0-5      | 0-5      | 3-5      | 3-5      | X        |

| Pos. | Atleta                 | Nazione       | Vittorie | SF | SC | Incontri | Incontri | Incontri | Incontri | Incontri | Incontri | Incontri | Incontri | Incontri |
| Pos. | Atleta                 | Nazione       | Vittorie | SF | SC | LLO      | GUA      | MAR      | GOR      | BOU      | DeB      | OSI      | EVE      | DeG      |
| ---- | ---------------------- | ------------- | -------- | -- | -- | -------- | -------- | -------- | -------- | -------- | -------- | -------- | -------- | -------- |
| 1    | Emrys Lloyd            | Gran Bretagna | 7        | 37 | 19 | X        | 5-3      | 2-5      | 5-3      | 5-4      | 5-1      | 5-1      | 5-2      | 5-0      |
| 2    | Gioacchino Guaragna    | Italia        | 6        | 33 | 23 | 3-5      | X        | 5-4      | ND       | 5-4      | 5-1      | 5-4      | 5-4      | 5-1      |
| 3    | Gustavo Marzi          | Italia        | 5        | 30 | 21 | 5-2      | 4-5      | X        | ND       | 5-2      | 1-5      | 5-3      | 5-3      | 5-1      |
| 4    | Ángel Gorordo          | Argentina     | 4        | 25 | 19 | 3-5      | ND       | ND       | X        | 2-5      | 5-4      | 5-1      | 5-4      | 5-0      |
| 5    | René Bougnol           | Francia       | 4        | 30 | 26 | 4-5      | 4-5      | 2-5      | 5-2      | X        | 0-5      | 5-3      | 5-0      | 5-1      |
| 6    | Georges de Bourguignon | Belgio        | 3        | 29 | 27 | 1-5      | 1-5      | 5-1      | 4-5      | 5-0      | X        | 4-5      | 4-5      | 5-1      |
| 7    | Ivan Osiier            | Danimarca     | 3        | 27 | 33 | 1-5      | 4-5      | 3-5      | 1-5      | 3-5      | 5-4      | X        | 5-4      | 5-0      |
| 8    | Dernell Every          | Stati Uniti   | 2        | 27 | 36 | 2-5      | 4-5      | 3-5      | 4-5      | 0-5      | 5-4      | 4-5      | X        | 5-2      |
| 9    | Paul de Graffenried    | Svizzera      | 0        | 6  | 40 | 0-5      | 1-5      | 1-5      | 0-5      | 1-5      | 1-5      | 0-5      | 2-5      | X        |

### Finale
Si è disputata il 4 di agosto.
| Pos.    | Atleta              | Nazione       | Vittorie | SF | SC | Incontri | Incontri | Incontri | Incontri | Incontri | Incontri | Incontri | Incontri | Incontri | Incontri |
| Pos.    | Atleta              | Nazione       | Vittorie | SF | SC | MAR      | LEV      | GAU      | GUA      | CAS      | LLO      | LAR      | BOU      | CAT      | GOR      |
| ------- | ------------------- | ------------- | -------- | -- | -- | -------- | -------- | -------- | -------- | -------- | -------- | -------- | -------- | -------- | -------- |
| Oro     | Gustavo Marzi       | Italia        | 9        | 45 | 17 | X        | 5-1      | 5-2      | 5-1      | 5-3      | 5-3      | 5-2      | 5-1      | 5-1      | 5-3      |
| Argento | Joseph Levis        | Stati Uniti   | 6        | 38 | 35 | 1-5      | X        | 5-3      | 5-4      | 5-4      | 4-5      | 5-4      | 3-5      | 5-2      | 5-3      |
| Bronzo  | Giulio Gaudini      | Italia        | 5        | 34 | 27 | 2-5      | 3-5      | X        | 1-5      | 5-1      | 5-2      | 3-5      | 5-0      | 5-2      | 5-2      |
| 4       | Gioacchino Guaragna | Italia        | 5        | 37 | 33 | 1-5      | 4-5      | 5-1      | X        | 3-5      | 4-5      | 5-1      | 5-4      | 5-4      | 5-3      |
| 5       | Erwin Casmir        | Germania      | 5        | 36 | 34 | 3-5      | 4-5      | 1-5      | 5-3      | X        | 5-2      | 5-4      | 5-4      | 5-1      | 3-5      |
| 6       | Emrys Lloyd         | Gran Bretagna | 5        | 36 | 34 | 3-5      | 5-4      | 2-5      | 5-4      | 2-5      | X        | 5-3      | 5-2      | 4-5      | 5-1      |
| 7       | Roberto Larraz      | Argentina     | 3        | 33 | 34 | 2-5      | 4-5      | 5-3      | 1-5      | 4-5      | 3-5      | X        | 4-5      | 5-1      | 5-0      |
| 8       | René Bougnol        | Francia       | 3        | 28 | 41 | 1-5      | 5-3      | 0-5      | 4-5      | 4-5      | 2-5      | 5-4      | X        | 2-5      | 5-4      |
| 9       | Philippe Cattiau    | Francia       | 2        | 25 | 41 | 1-5      | 2-5      | 2-5      | 4-5      | 1-5      | 5-4      | 1-5      | 5-2      | X        | 4-5      |
| 10      | Ángel Gorordo       | Argentina     | 2        | 26 | 42 | 3-5      | 3-5      | 2-5      | 3-5      | 5-3      | 1-5      | 0-5      | 4-5      | 5-4      | X        |